# NGC 2637
NGC 2637 este o galaxie spirală situată în constelația Racul. A fost descoperită în 30 octombrie 1864 de către Albert Marth.